# Dolichocebus gaimanensis
Il dolicocebo (Dolichocebus gaimanensis) è un primate estinto, appartenente ai platirrini. Visse tra l'Oligocene superiore e il Miocene inferiore (circa 24 - 22 milioni di anni fa) e i suoi resti fossili sono stati ritrovati in Sudamerica.

## Descrizione
Questo animale è noto attraverso alcuni resti fossili che comprendono un cranio, numerosi denti isolati e un astragalo. Questo animale doveva pesare tra i due e i tre chilogrammi, e l'aspetto era probabilmente simile a quello degli attuali aoto e scimmie scoiattolo. Dolichocebus possedeva canini sessualmente dimorfici (più grandi nei maschi), tre premolari e molari superiori che assomigliavano a quelli dei generi attuali Saimiri, Callicebus e Aotus. Il cranio era dotato di un muso stretto, che si allargava nella parte posteriore; le orbite (non molto grandi) erano chiuse posteriormente, ed erano molto vicine fra loro. I denti erano dotati di radici molto grandi. Si suppone che Dolichocebus potesse essere dotato di un forame interorbitale che connetteva le due orbite, una caratteristica che si riscontra solo nell'attuale Saimiri. L'astragalo di Dolichocebus era molto simile a quello di Cebus e Saimiri, e si suppone che la morfologia degli arti fosse simile.

## Classificazione
Descritto per la prima volta nel 1942 da Bordas, sulla base di resti fossili ritrovati in terreni oligo-miocenici nei pressi di Gaiman (provincia di Chubut) in Argentina, Dolichocebus gaimanensis è considerato una scimmia platirrina dalla classificazione incerta. Alcuni lo hanno avvicinato alle scimmie scoiattolo (gen. Saimiri) soprattutto sulla base delle somiglianze riguardanti la dentatura e il presunto forame interorbitale, anche se per altre caratteristiche (la forma del palato, le radici dei molari) non sembrerebbe affatto strettamente imparentato a queste (Rosenberger, 1979). Altri studi hanno effettivamente messo in luce che le presunte somiglianze tra Saimiri e Dolichocebus non sono indicative di una stretta parentela, ed è possibile che Dolichocebus fosse un ramo collaterale dell'evoluzione delle platirrine (Kay et al., 2008). 

## Paleobiologia
La forma dei molari, simile a quella delle scimmie scoiattolo, indica che Dolichocebus si nutriva probabilmente di frutta. L'astragalo, simile a quello di Cebus e Saimiri, suggerisce che questo animale fosse un veloce quadrupede arboricolo e che fosse capace di spiccare balzi.